# Auguszta Vilma hessen–darmstadti hercegnő
Auguszta Vilma Mária (németül: Auguste Wilhelmine Marie; Darmstadt, Hessen–Darmstadt, 1765. április 14. – Rohrbach, Pfalzi Választófejedelemség, 1796. március 30.), hessen–darmstadti hercegnő, Miksa József pfalz–zweibrückeni herceg (a későbbi I. Miksa bajor király) első felesége, I. Lajos bajor király és Karolina Auguszta osztrák császárné édesanyja.

## Élete

### Származása

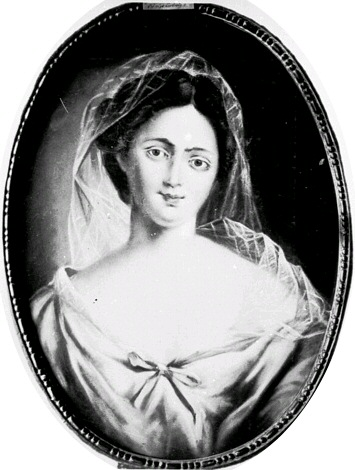
Auguszta Vilma Mária hessen-darmstadti hercegnő

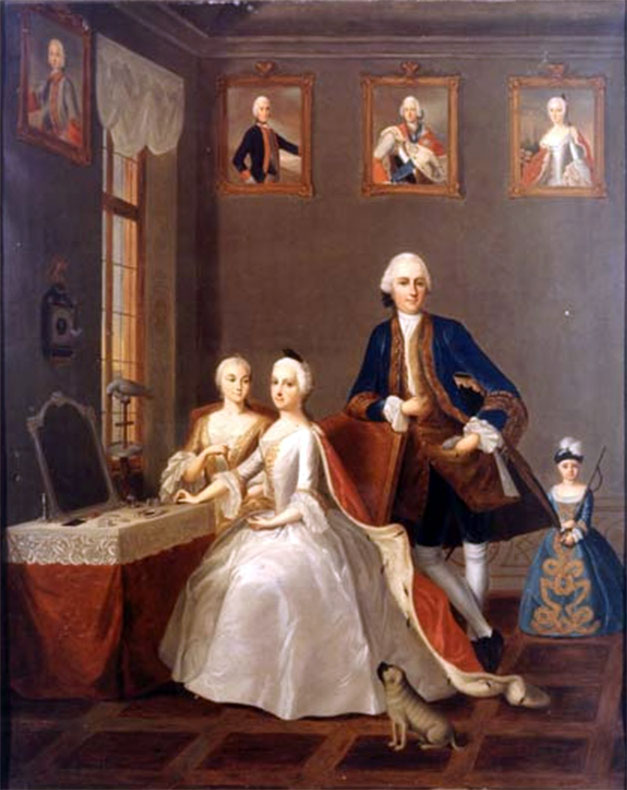
Szülei, Georg Wilhelm hessen-darmstadti herceg, Charlotte hercegné, két idősebb leányukkal

Auguszta Vilma Mária hercegnő Darmstadtban, a Hessen-Darmstadti tartománygrófság fővárosában született, 1765. április 14-én. Édesapja Georg Wilhelm von Hessen-Darmstadt herceg (1722–1782) volt, az uralkodó VIII. Lajos hessen-darmstadti tartománygrófnak (Ludwig VIII Landgraf von Hessen-Darmstadt) (1691–1768) és Charlotte Christine von Hanau-Lichtenberg grófnőnek (1700–1726) második fia.
Édesanyja Maria Luise Albertine von Leiningen-Dagsburg-Falkenburg grófnő (1729–1818) volt, Christian Karl Reinhard von Leiningen-Dagsburg gróf (1695–1766) és Katharina Polyxena von Solms-Rödelheim grófnő (1702–1765) legidősebb leánya. A szülők házasságából 9 gyermek született, köztük a legfiatalabb, Auguszta Vilma hercegnő:
- Ludwig Georg Karl (1749–1823), aki 1788-ban (rangon alul) Friederike Schmidt közrendű leányt (1751–1803) vette feleségül (akit ez alkalomból Hessenheim bárónővé emeltek).
- Georg Friedrich (1750−1750), születéskor meghalt.
- Friederike Caroline (1752–1782), aki 1768-ban II. Károlynak, Mecklenburg hercegének (1741–1816) első felesége lett.
- Georg Karl (1754–1830)
- Charlotte (1755–1785), aki 1784-ben saját nővérének özvegyéhez, II. Károly mecklenburgi herceghez (1741–1816) ment feleségül.
- Karl Wilhelm Georg (1757–1797)
- Friedrich Georg August (1759–1808), aki 1788-ban (rangon alul) Karoline Luise Salome Seitz közrendű leányt (1768–1812) vette feleségül.
- Luise Henriette Karoline (1761–1829), aki 1777-ben I. Lajos hessen-darmstadti tartománygrófhoz (1753–1830), Hessen–Rajna későbbi nagyhercegéhez ment feleségül.
- Auguszta Vilma Mária (1765–1796), pfalz-zweibrückeni hercegné.

Auguszta Vilma hercegnő, nővéreivel együtt igen gondos nevelést kapott, édesanyjuk ügyelt rá,. hogy leányai ne csak az arisztokrata, hanem a polgári erényeket is elsajátítsák.

### Házassága
1785 szeptember 30-án Auguszta Vilma hercegnő Darmstadtban feleségül ment a Wittelsbach-ház birkenfeld–zweibrückeni ágából származó Miksa József pfalzi grófhoz (1756–1825), Rappoltstein grófjához, Frigyes Mihály pfalz-zweibrückeni uralkodó herceg (1724–1767) és Maria Franziska Dorothea von Pfalz-Sulzbach hercegnő (1724–1794) második fiához, aki ezredesként szolgált XVI. Lajos francia király hadseregében, az Elzászi hadtestnél (Corps d’Alsace).
Házasságukból 5 gyermek született, négyen megérték a felnőttkort:
- Lajos Károly Ágost herceg (1786–1868), a későbbi I. Lajos bajor király, aki 1810-ben Terézia Sarolta szász–hildburghauseni német hercegnőt (1792–1854) vette feleségül.
- Auguszta Amália Ludovika Georgia hercegnő (1788–1851), Eugène de Beauharnais itáliai alkirály, leuchtenbergi herceg felesége, I. Oszkár svéd király anyósa.
- Amália Mária Auguszta hercegnő (1790–1794), meghalt kisgyermekkorban.
- Sarolta Auguszta Karolina hercegnő (1792–1873), akinek első férje 1808-tól I. Vilmos württembergi király, második férje 1816-tól I. Ferenc osztrák császár, magyar és cseh király lett.
- Károly Tivadar herceg (1795–1875), tábornagy, aki a polgári származású Marie Anna Sophie de Pétin-nel (1796–1838) kötött rangon aluli házasságot, így elveszítette trónöröklési jogát.

A házaspár Strassburgban élt, első gyermekeik itt születtek. Gyakran utaztak Párizsba is, Auguszta Vilma hercegnét bemutatták Marie Antoinette királynénak, akivel éveken át tartó levelezést is folytatott.

### Menekülések
A francia forradalom győzelme után, 1789-ben Miksa ezredében lázadás tört ki, a tisztek és családjuk élete veszélybe került. Auguszta Vilma hercegnő gyermekeivel együtt szüleihez, Darmstadtba költözött. 1792-ben kitört a forradalmi háború. A francia hadsereg elfoglalta Pfalzot, a családnak tovább kellett menekülnie Mannheimbe. Itt éltek 5 éven át, szerény körülmények között, fiatalabb gyermekeik Mannheimben születtek meg.
1794 decemberében a francia hadsereg ostrom alá vette Mannheimet is, a család otthonát francia tüzérségi tűz rombolta le. 1795 áprilisában elhunyt Miksa József bátyja, II. Károly Ágost herceg (1746–1795), és Miksa József, Auguszta Vilma férje örökölte a Pfalz-Zweibrücken Hercegség uralkodó hercegének (névleges) címét (Herzog von Pfalz-Zweibrücken), országának területe azonban de facto a francia forradalmi hadsereg megszállása alatt állt. 1795 júliusában megszületett Miksa József herceg és Auguszta Vilma hercegné ötödik gyermeke, Károly Tivadar, a későbbi tábornagy.
Hamarosan Mannheimben is zavargások törtek ki. Auguszta Vilma hercegné, röviddel ötödik gyermekének születése után egész családjával együtt ismét menekülni kényszerült. Bajorország választófejedelme és Pfalz palotagrófja, a Wittelsbach-ház „konkurens” Pfalz–Sulzbach ágához tartozó Károly Tivadar (1724–1799) nem engedélyezte, hogy a Wittelsbach-ház birtokain keressenek menedéket. A család ezért a frankföldi Ansbach őrgrófságba tartott, amely korábban Porosz Királysághoz tartozott, de a baseli békeszerződés óta semleges területnek minősült.
A viszontagságoktól és a szüléstől legyengült, tuberkulózisban szenvedő Auguszta Vilma hercegné 1796. március 30-án a pfalzi Rohrbachban meghalt, 29 évesen. Szülőhelyén, a darmstadti kastély templomában (Schlosskirche) temették el.

### Fejlemények elhunyta után
Első feleségének elhunyta után egy esztendővel, 1797. március 9-én Miksa József másodszor is megnősült, ezúttal Karolina Friderika Vilma badeni hercegnőt (1776–1841) vette feleségül, Károly Lajos badeni trónörökös herceg (1755–1801) és Amália hessen–darmstadti hercegnő (1754–1832) legidősebb leányát, akitől 8 gyermeke született, köztük Mária Ludovika Vilma hercegnő (1808–1892), aki később Erzsébet császárné és királyné édesanyja lett.
Auguszta Vilma hercegné már nem érhette meg, hogy 1799-ben, a Wittelsbach-ház Pfalz–Sulzbach ágának kihalásakor férje IV. Miksa József néven Bajorország választófejedelme lett. Miksa franciabarátságát a családját ért viszontagságok sem ingatták meg. 1806-ban Napóleon császár csatlósaként I. Miksa néven bajor király lett. Valamennyi gyermeke, köztük az Auguszta Vilma hercegnével kötött első házasságból születettek is, királyi hercegi, hercegnői rangra emelkedtek. Apjuk ügyes politizálása révén e rangot a napóleoni háborúk után is megtarthattak, és Európa uralkodó családjaiba házasodhattak be.

## Külső hivatkozások
- Családi, életrajzi adatai (ThePeerage.com)
- Jakob Baroggio: Die Geschichte Mannheims von dessen Entstehung bis 1861 pp. 254 f.
- Carl Friedrich Günther: Anekdoten, Charakterschilderungen und Denkwürdigkeiten aus der Hessischen ... pp. 172 f.